# Valeria Cabezas
Valeria Cabezas Caracas (Cali, Valle del Cauca, 16 de enero de 2001) es una atleta colombiana.

## Carrera
Tras participar en varios eventos deportivos a nivel juvenil, Cabezas tuvo su primera experiencia olímpica al representar a su país en los Juegos Olímpicos de la Juventud 2018 celebrados en Buenos Aires, Argentina. En dichas justas logró conquistar la medalla dorada en la categoría de 400 metros con vallas femenino, donde derrotó a Loubna Benhadja y a Julia Lovsin, que fueron plata y bronce respectivamente, con un tiempo de 58.39 segundos.

## Logros

### Juegos Olímpicos de la Juventud 2018
| Femenino          | Femenino              | Serie 1 | Serie 1 | Serie 2 | Serie 2 | Lugar          |
| Evento            | Disciplina            | Tiempo  | Lugar   | Tiempo  | Lugar   | Lugar          |
| ----------------- | --------------------- | ------- | ------- | ------- | ------- | -------------- |
| Buenos Aires 2018 | 400 metros con vallas | 59.19   | 1       | 58.39   | 1       | Medalla de oro |